# Thomas M. Storke
Thomas More Storke, född 23 november 1876 i Santa Barbara, Kalifornien, död 12 oktober 1971 i Santa Barbara, Kalifornien, var en amerikansk demokratisk politiker och publicist. Han representerade delstaten Kalifornien i USA:s senat 1938–1939. Han fick Pulitzerpriset år 1962 i kategorin ledare (Editorial Writing).
Storke utexaminerades 1898 från Stanford University. Han var sedan verksam som ansvarig utgivare för Santa Barbara News-Press. Han var postmästare i Santa Barbara 1914–1921.
Senator William Gibbs McAdoo avgick i november 1938 och Storke blev utnämnd till senaten. Han efterträddes av Sheridan Downey i januari 1939.
John Birch Society anklagade USA:s regering och chefsdomaren Earl Warren för kommunism. Storke svarade år 1961 med en serie ledare som han riktade mot John Birch Societys övertramp. Storkes ledare ledde till utmärkelser som Pulitzerpriset, Elijah Parish Lovejoy-priset och hedersdoktorat vid Colby College.
Storkes grav finns på Santa Barbara Cemetery i Santa Barbara.